# 软条七蔷薇
软条七蔷薇（学名：Rosa henryi）为蔷薇科蔷薇属下的一个种。

## 扩展阅读
- 維基物種上的相關：软条七蔷薇